# NGC 49
NGC 49 (również PGC 952 lub UGC 136) – galaktyka soczewkowata (S0), znajdująca się w gwiazdozbiorze Andromedy. Odkrył ją Lewis A. Swift 7 września 1885 roku.